# Косинський Дмитро Володимирович
Дмитро Володимирович Косинський (31 березня 1989) — український легкоатлет, метальник списа, учасник Олімпійських ігор 2016 року.

## Основні досягнення
| Рік  | Чемпіонат                     | Місце проведення         | Місце | Результат   |
| ---- | ----------------------------- | ------------------------ | ----- | ----------- |
| 2010 | Чемпіонат Європи              | Барселона, Іспанія       | 12    | 73.26 м     |
| 2011 | Чемпіонат Європи серед молоді | Острава, Чехія           | DQ    | DQ (Допінг) |
| 2016 | Олімпійські ігри              | Ріо-де-Жанейро, Бразилія | 5     | 83.95 м     |

## Найкращі результати в сезонах
- 2008 — 72.61
- 2009 — 75.18
- 2010 — 79.53
- 2011 — 83.39
- 2014 — 82.28
- 2015 — 79.00
- 2016 — 84.08